# Brecha digital en Venezuela
La brecha digital en Venezuela se refiere a las dificultades existentes en torno al acceso y uso que tienen las Tecnologías de la información y Comunicación (TIC) en los distintos grupos sociales del país. Según el índice global de Speedtest, Venezuela ocupa el puesto número 140 en el ranking mundial de velocidad de internet, y está catalogado como uno de los países con peor internet en América Latina.

## Antecedentes
La población de Venezuela es de 28.44 millones de habitantes, de los cuales el 88,3% viven en zonas urbanizadas, y son quienes tienen mayor facilidad de poder tener una conexión a internet más estable. Existen 22.73 millones de dispositivos móviles, ya sean teléfonos, tablets o computadoras, pero de esas cifras sólo 20.57 millones se pueden conectar de forma continua a internet. Por esta razón es que en Venezuela solo existen 14 millones de perfiles activos en las redes sociales más populares del mundo, esto representa a un 49% de la población total.

## Dimensiones
Venezuela es uno de los países con el servicio de internet de precios más bajos de América Latina y el 72% de la población de Venezuela se conecta a esta red. El problema radica en su calidad, lo que se traduce en velocidades de navegación lentas e intermitencia en el servicio entregado.
Los usuarios que quieren acceder a una conexión de internet de mejor calidad deben contratar los servicios de empresas privadas quienes mantienen tarifas diametralmente opuestas a lo ofrecido por Compañía Anónima Nacional Teléfonos de Venezuela (Cantv), empresa pública y el mayor proveedor de internet en este país, por lo que solo los sectores con mayor poder adquisitivo pueden acceder a conexiones estables y más rápidas.
Las capacidades técnicas de la infraestructura en comunicaciones generan más problemas para la conectividad a la red. Las conexiones a internet vía fibra óptica son muy escasas y las conexiones desde los domicilios, se realizan vía cableado de cobre, ofreciendo velocidades de conexión bajas, y una red expuesta al vandalismo debido al robo del cableado que es muy común en los barrios.
Según un estudio elaborado por Microsoft, el Instituto Interamericano de Cooperación para la Agricultura (IICA) y el Banco Interamericano de Desarrollo (BID), señalan que Venezuela forma parte de los países con mayor desigualdad en el acceso a internet entre zonas rurales y zonas urbanas.
Se debe considerar la existencia de una brecha ideológica debido a las limitaciones en el contenido que en internet se difunde. El Gobierno de Venezuela, al ser controlador de la principal empresa de comunicaciones del país, censura y limita el acceso a sitios o publicaciones contrarias a la ideología del Gobierno.  
Las barreras impuestas para nuevos actores del sector privado que intentan entregar sus servicios a los usuarios, permiten que el Gobierno mantenga un monopolio en cuanto a la distribución del servicio, y al mismo tiempo mantiene su capacidad de censura y de boicot hacia el contenido que no sea favorable para las autoridades del país.

## Infraestructura en telecomunicaciones y redes
En una encuesta realizada el año 2005 por la Revista de Ciencias Sociales de Maracaibo, se tomó como sujetos de estudio a 277 personas de manera aleatoria, en la que se aplicó un cuestionario donde se concluyó que solo el 34.3% de las personas tenían acceso a internet y a una computadora, mientras que el 65.7% que restaba carecían de esta tecnología, por ende, existía una brecha digital respecto a la difusión de las tecnologías.
Sin embargo, en el año 2018 se lanzó un reporte en el sitio de Internet World Stats donde se demostró que en esa fecha más del 50% de la población de Venezuela tenía acceso a internet, debido a que posee uno de los servicios de internet más económicos del mundo, aunque esto no quiere decir que sea de alta calidad, pero aun así que más de la mitad de la población total tenga acceso a internet al día de hoy es un gran avance, en cuanto a su infraestructura de telecomunicaciones y redes para el país en cuestión.
En cuanto a sus efectos sociales, este avance produjo una serie de nuevas oportunidades para surgir gracias a la digitalización, por ejemplo, el comercio electrónico, se crearon muchas tiendas que funcionan completamente de manera online y a su vez, también aportó con nuevas estrategias comunicacionales para las empresas. Sin embargo, es necesario recordar que aún el 45% de la población no tiene acceso a tecnologías ni a internet, pero esto es un proyecto que va evolucionando poco a poco.

## Crecimiento Digital y uso de redes sociales
En paralelo en el año 2020, Venezuela tuvo un crecimiento demográfico en un 0.3%, por lo que se sumaron 94 mil personas al país. Es así como tuvo  resultados en que el número de usuarios de internet fue en aumento, incorporando así a 68 mil venezolanos a las redes sociales. Las cuales crecieron en un 16,7 por ciento.
Como en Venezuela se mantienen más de 14 millones de perfiles activos en las redes sociales, es decir, un 49% de la población total, es la aplicación de Facebook la red social más utilizada en el país. Potencialmente logra alcanzar a 13 millones de usuarios, contabilizando que son mayores de 13 años. La distribución de género muestra que Facebook está conformado por un 54.8% de mujeres y un 45.2% de hombres como usuarios.